# Lancia virgatus
Lancia virgatus là một loài bướm đêm trong họ Crambidae.